# Gelo negro

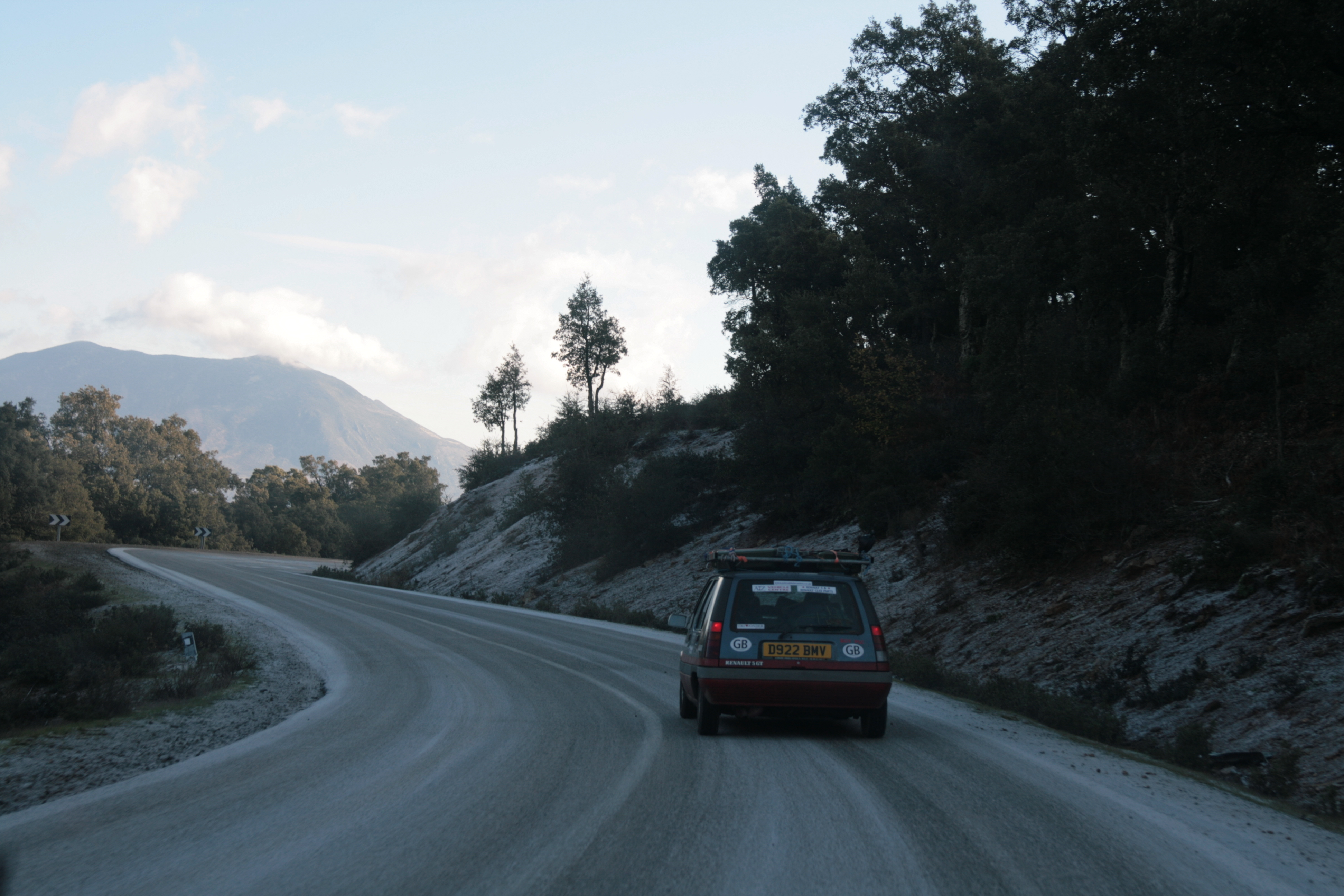
Gelo negro numa estrada.

O gelo negro (em inglês black ice) refere-se a uma camada de gelo vítreo sobre uma superfície (geralmente estradas ou pontes).
Não é verdadeiramente negro, mas sim virtualmente transparente, permitindo que o asfalto das estradas possa ser visto através dele, sendo por esta razão que ele possui o nome de gelo negro. Os valores tipicamente baixos de fragmentos visíveis de gelo, neve ou aguaneve ao redor do gelo negro significam usualmente que as áreas com gelo são praticamente invisíveis para os motoristas. Por esta razão, não servem como bom indicador de que deveriam reduzir sua velocidade.
Finas camadas de gelo invisível similares podem formar-se em embarcações aquáticas, podendo ocasionar seu desnivelamento. Nas montanhas, o gelo negro é muito perigoso para os alpinistas.
O gelo negro pode formar-se quando a temperatura ambiente está vários graus acima de 0 °C e se o ar aquecer rapidamente após um frio prolongado, que deixa a superfície das estradas com sua temperatura bastante abaixo do ponto de congelamento.

## Estradas e calçadas
Como se trata apenas de uma fina camada, o gelo negro é altamente transparente, difícil de ser notado, comparado com a neve ou com camadas mais grossas de gelo. Além disso, está usualmente intercalado com uma superfície úmida, à qual é quase idêntica em aparência. Portanto, é difícil e perigoso dirigir ou caminhar por superfícies afetadas por este fenômeno. A remoção de gelo com cloreto de sódio (sal comum) é o procedimento ideal até a temperatura de -18 °C. Outros compostos têm sido usados em caso de temperaturas inferiores, como cloreto de magnésio ou cloreto de cálcio.

## Pontes

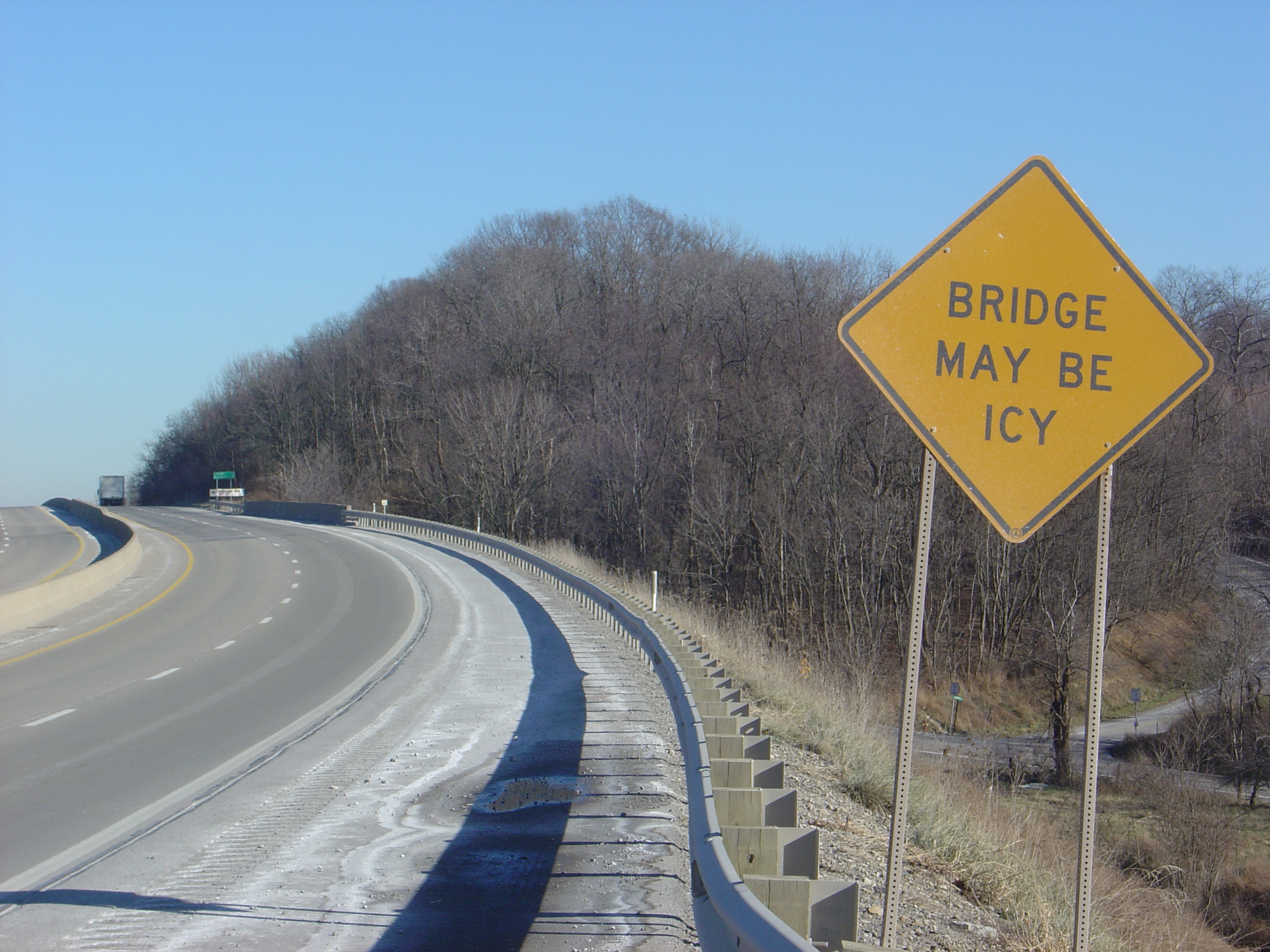
Sinal de advertência para gelo em ponte. Nele pode-se ler "Bridge may be icy" (a ponte pode ter gelo).

As pontes podem ser mais perigosas sob a ação deste fenômeno. O gelo negro forma-se primeiro nas pontes porque o ar circula por cima e por baixo das superfícies delas, fazendo com que a temperatura nestes locais caia mais rapidamente.

## Ver também

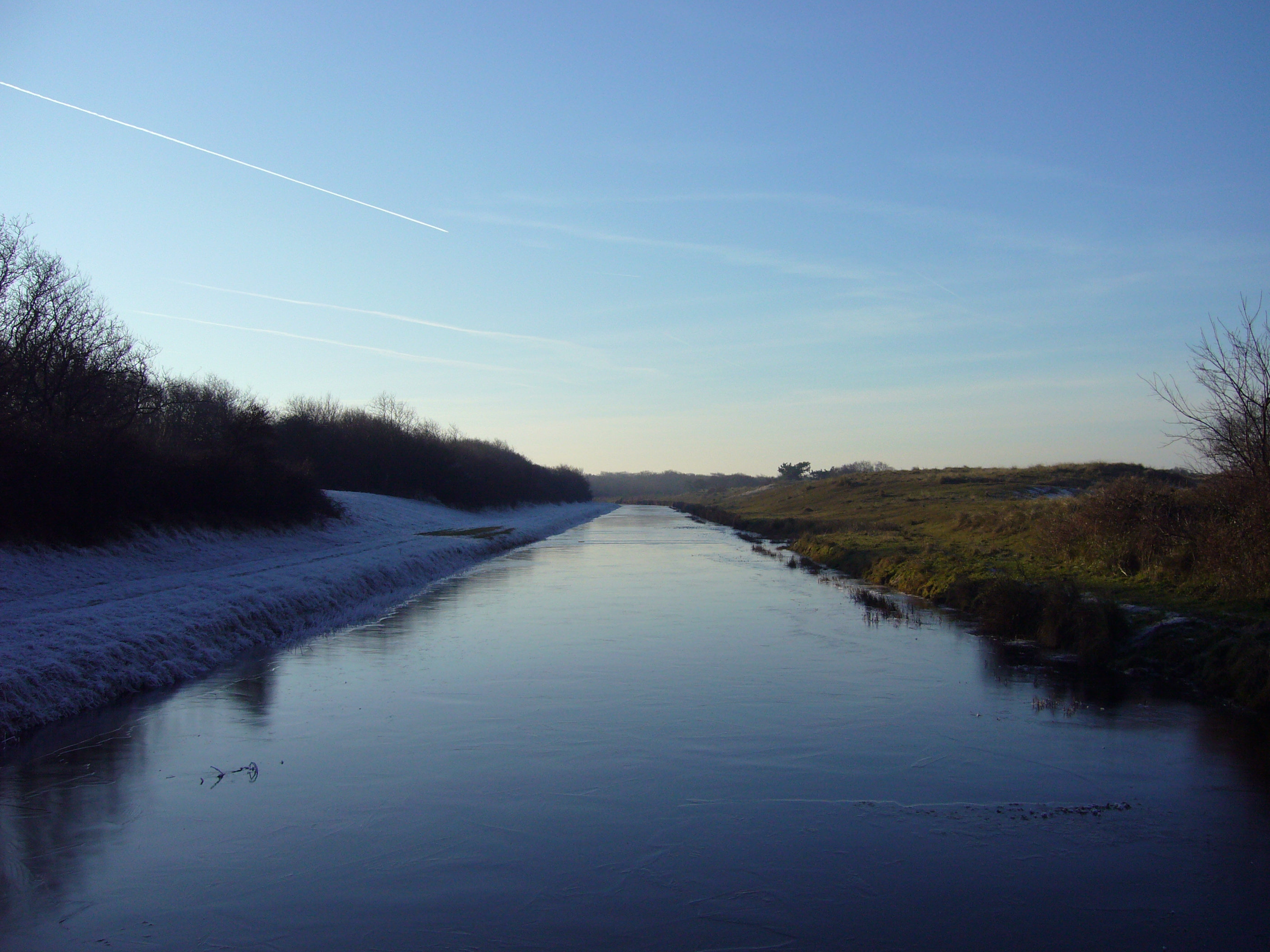
Gelo negro num rio, nos Países Baixos.